# Burg Sternberg
Burg Sternberg is een hoogteburcht in de gemeente Extertal, in Noordrijn-Westfalen, Duitsland. De eigenaar is het Landesverband Lippe. In de 315 meter boven Normalnull gelegen burcht bevindt zich het Klingende Museum, met een collectie met meer dan honderdvijftig muziekinstrumenten en aandacht voor de geschiedenis van de bouw van muziekinstrumenten.

## Geschiedenis
De burcht werd in 1199 gebouwd voor Heinrich von Sternberg, een telg uit het geslacht Henneberger. Door de locatie aan de voet van de Sterinbercs, nam de burcht vergelijkbaar deze naam aan. In 1297 werd de titel Von Sternberg verworven. In de loop van de geschiedenis wisselde de burcht verschillende malen van eigenaar. In de 15e eeuw werd het kasteel twee keer verwoest en weer opgebouwd (1424; 1444 tijdens de zgn. Soester Fehde). Daarna kwamen het kasteel en het graafschap Sternberg, tot kort voor de Napoleontische tijd, in handen van leden van het Huis Lippe, die het aan vazallen verpandden, welke het lokale bestuur namens hen uitoefenden.
In 1933 werd het gekocht door de F.L.A. Freytag, de oprichter van de christelijke organisatie Menschenfreundliche Gesellschaft. Nog hetzelfde jaar werd het een opleidingsinstituut voor de Sturmabteilung (SA) van de nazi's. Later werd het een vestiging voor de Arbeitsmaiden van de Reichsarbeitsdienst. Toen de burcht in 1947 werd teruggegeven aan de Menschenfreundliche Gesellschaft, was er weinig meer overgebleven dan een ruïne. Gedeelten van het, in de jaren 1950 door de overheid verworven,  kasteel dienden na de oorlog enige decennia als jeugdherberg.

## Bezienswaardigheden

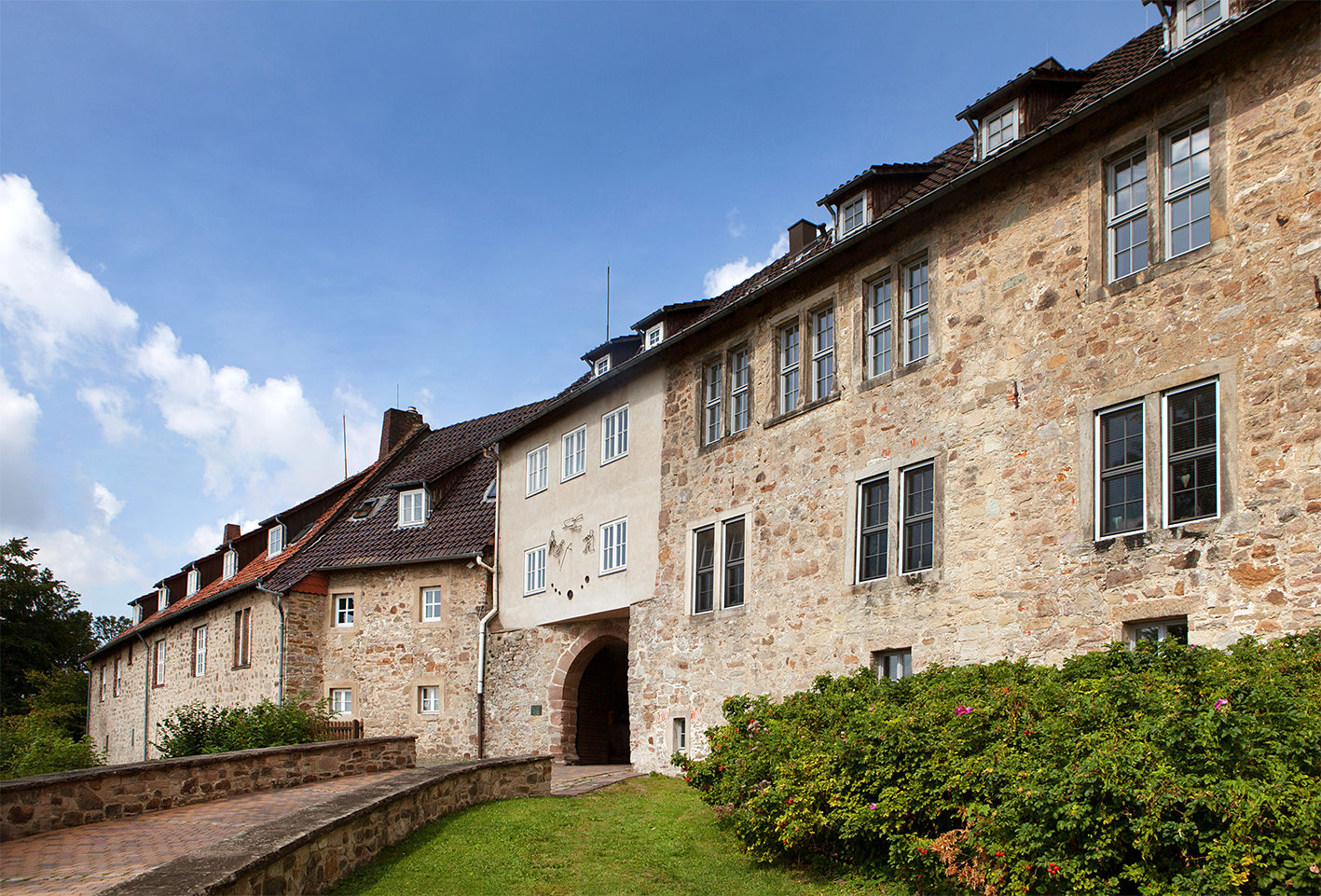
Zuidelijke ingangspoort

De burcht is nog steeds privé-eigendom. Omdat het nog bewoond wordt, kent het geen vrije toegang. Wel worden er op beperkte schaal rondleidingen gegeven voor groepen die zich van tevoren hebben gemeld.
Het museum geeft een beeld van de bouw van muziekinstrumenten in de loop van de geschiedenis. De basiscollectie is afkomstig van Peter Harlan die zich hier aan het eind van de oorlog vestigde. Hier werden later instrumenten aan toegevoegd. Bij elkaar bezit het museum meer dan honderdvijftig muziekinstrumenten.